# Vitsebsk
Vitsebsk of (Wit-Russisch: Віцебск; Russisch: Витебск, Vitebsk; Pools: Witebsk; uitspraak: Vietsjebsk) is een noordoostelijke Wit-Russische stad bij de Russische grens en is het cultureel en bestuurlijk centrum van oblast Vitebsk. De stad is een verkeersknooppunt en centrum voor de industrie. Voor de Wit-Russische onafhankelijkheid was de Russische naam Vitebsk meer gebruikelijk en deze wordt ook nu nog vaak gebruikt.

## Geschiedenis

### Ontstaan
Vitebsk werd volgens de legende gesticht in 974 op bevel van de Varjaagse prinses Olga van Kiev aan de rivier de Westelijke Dvina op de plaats van een oudere nederzetting van de Krivitsjen (een van de Oost-Slavische volkeren) nadat zij de Baltische stam der Jatvingen had verslagen. De naam van de stad is afgeleid van die van de Vitsba, de rivier die hier in de Westelijke Dvina uitmondt. Een derde rivier waaraan de stad ligt is de Loetsjesa, een andere zijrivier van de Westelijke Dvina.
De eerste historische documenten over de stad komen uit 1021 toen de stad door Jaroslav de Wijze (van Novgorod en Kiev) werd overgedragen aan zijn neef (oomzegger) Brjatsjislav Izjaslavitsj van Polotsk (nu onderdeel van het district Polotsk in de oblast Vitebsk). De stad was in de 12e en 13e eeuw een verdedigingspost tegen invallen vanuit de zee en een belangrijk handelskruispunt voor rivierverkeer van en naar de Oostzee, Zwarte Zee en Middellandse Zee. De stad had handelsrelaties met de Duitse Hanze. De stad werd bestuurd door een vetsje in die tijd.

### Litouws en Pools bestuur
In 1320 werd het geannexeerd door het grootvorstendom Litouwen. De stad was in de 16e eeuw vanwege haar gunstige geografische positie vaak het toneel van gevechten en werd meerdere malen verwoest. De legers van het concurrerende Grootvorstendom Moskou trokken in de strijd om Smolensk regelmatig het gebied binnen. Bij de stad liggen niet voor niets een aantal verdedigingswerken uit de 13e (bovenkasteel), 14e (benedenkasteel) en de 16e/17e eeuw (Vzgorskykasteel).
Tijdens de Lijflandse Oorlog (1558-1583) vernietigde tsaar Ivan IV de stad. Bij het ontstaan van de Unie van Lublin op 12 augustus 1569 werd het onderdeel van het Pools-Litouwse Gemenebest. In 1597 kreeg de stad het Maagdenburgs recht. In 1623 werd Iosafat Koentsevitsj, bisschop van Polotsk en een verwoed voorstander van het uniatisme, het samengaan van de oosterse en westerse kerken, uit woede over zijn fanatisme door de bevolking in de Dvina verdronken.
In de Pools-Russische Oorlog (1654-1667) werd de stad verwoest en bezet door Russische troepen van tsaar Alexis. Tijdens de Grote Noordse Oorlog tussen Zweden, Polen en Rusland werd de stad in 1708 volledig platgebrand door de troepen van Peter de Grote.

### Russisch bestuur

Joods vestigingsgebied in het Russische Keizerrijk tussen 1791 en 1917

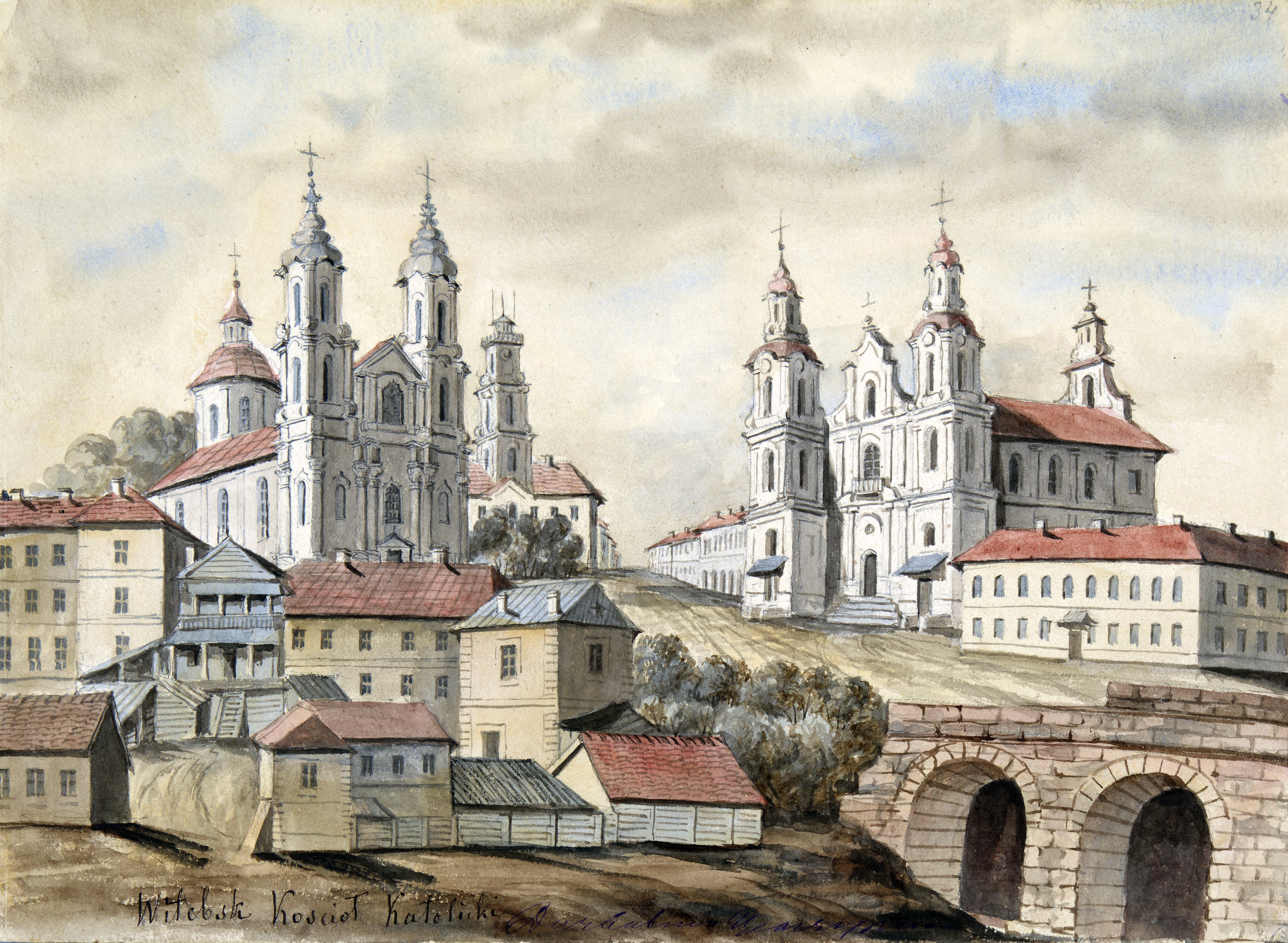
Vitebsk in de 19e eeuw (geschilderd door Napoleon Orda)

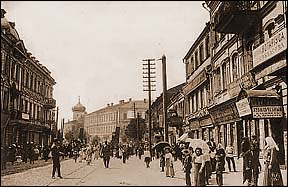
Vitebsk's Zamkovajastraat in het begin van de 20e eeuw (foto uit Boris Feldblyum Collection)

Bij de Eerste Poolse Deling van 13 mei 1772 kwam de stad in handen van Rusland.
Vanaf 1791 tot 1917 was Vitebsk onderdeel van het Joods vestigingsgebied in het Russische Keizerrijk, welke werd ingesteld door  Catharina de Grote, waarbij de Joden werden beperkt in o.a. vestiging, scholing (niet studeren aan Russische scholen), bezit (geen landbouwgrond) en beroep (niet agrarisch). 
De stad kende een grote joodse bevolking en vormde daarmee een van de vele sjtetls. Volgens een volkstelling van 1897 was 52 % van de bevolking joods (34.400 van de 65.900 inwoners).
Op 28 juli 1812 werd de stad veroverd door troepen van Napoleon Bonaparte. Deze werd door de adel van Vitebsk gesteund, omdat de Fransen hen beloofden om hun zelfbestuur te herstellen binnen het voormalige Polen-Litouwen. In Vitebsk was namelijk net als in veel vroeger Poolse steden een kleine bovenlaag van Poolssprekende rooms-katholieken, die sympathie hadden voor de Fransen. De lokale boerenbevolking was echter veel minder enthousiast. Tijdens deze oorlog was onder de boeren al een guerrilla uitgebroken tegen de troepen van Napoleon. In opdracht van de tsaar vernielden ze de molens en haalden het brood weg, zodat het Franse leger genoodzaakt was om voorraden van verre aan te slepen. De guerrilla in Vitebsk bleek zo hevig dat Napoleon aan de vooravond van de Slag bij Borodino nog 10.000 man liet sturen om het 12.000 man tellende Franse garnizoen in de stad te helpen.
Na de terugkeer uit Moskou bleek dat de Russische legers Vitebsk zouden heroveren. De stad werd door de Fransen in brand gestoken, gedeeltelijk verwoest en geplunderd, alvorens ze op 26 oktober door de Russische troepen werd heroverd. De stad was wederom zwaar getroffen: van de 7800 inwoners in 1812 waren in 1813 slechts 2415 overgebleven.
Na de vernietiging van het leger van Napoleon werd in opdracht van tsaar Alexander I een monument voor deze oorlog opgericht voor de bewoners van de stad, die ook deelgenomen hadden aan de Slag om Borodino.
Van 1830 tot 1831 woedde ook in Vitebsk de Poolse Novemberopstand tegen de Russische overheersing, die echter werd onderdrukt. Door deze opstand werd Nicolaas I genoodzaakt om troepen naar Congres-Polen te zenden, die hij eigenlijk al had toegezegd aan zijn zus Anna Paulowna voor de onderdrukking van de Belgische Revolutie die iets eerder ontstond.
Na de Novemberopstand werden in 1840 de Litouwse statuten, opgesteld in 1588, ongeldig verklaard door de tsaar en werd begonnen met de russificatie van het gebied. De stad werd een bescheiden industriecentrum en het bestuurlijk centrum van het Russische gouvernement Vitebsk.
Na de Russische Revolutie van 1917 werd Vitebsk onderdeel van de Litouws-Wit-Russische Socialistische Sovjetrepubliek, later als Wit-Russische Socialistische Sovjetrepubliek deel van de Sovjet-Unie.
Tijdens de Tweede Wereldoorlog werd de stad tijdens Operatie Barbarossa door de Wehrmacht veroverd op 10 juli 1941. De joden werden in het beruchte getto van Vitebsk opgesloten en vrijwel allen door de nazi's vermoord De stad werd op 26 juni 1944 door het Rode Leger heroverd. De stad was voor 95% verwoest en de bevolking was meer dan gehalveerd. Vitebsk werd na de oorlog weer volledig opgebouwd en groeide uit tot een industriestad.

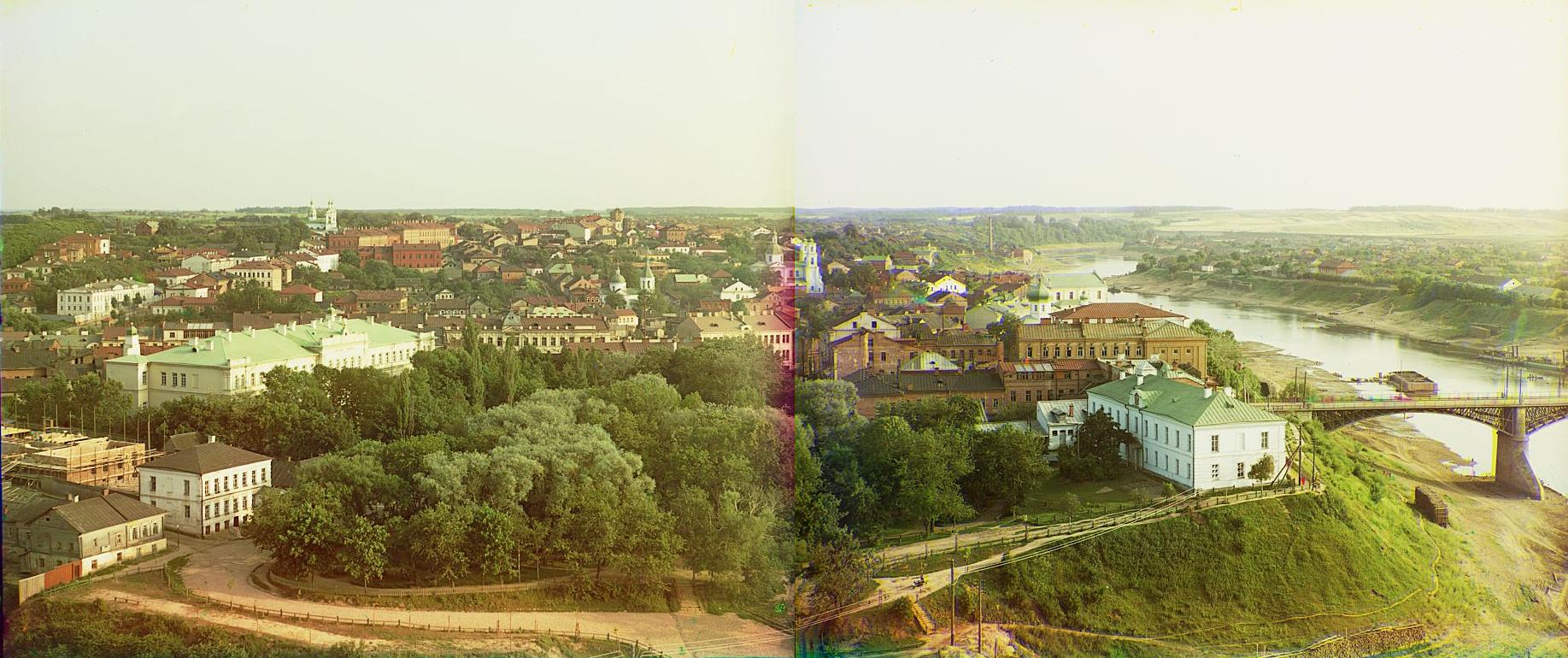
Panorama in 1912 met de Westelijke Dvina rechts (Prokoedin-Gorski)

### Wit-Russisch bestuur
De stad werd bij de onafhankelijkheid van Wit-Rusland in 1991 onderdeel van dit land. In januari van dat jaar werd in de stad het eerste Marc Chagall-festival gevierd, ter ere van deze schilder, die in 1887 in deze stad geboren werd. Een jaar later werd er een standbeeld voor hem opgericht. Sinds 1992 is de stad ook de organisator van het jaarlijkse internationale kunstfestival Slavische Bazaar, dat zich vooral richt op Slavische muziek. De meeste artiesten komen uit Wit-Rusland, Rusland en Oekraïne, maar er zijn ook deelnemers uit andere landen.

## Economie

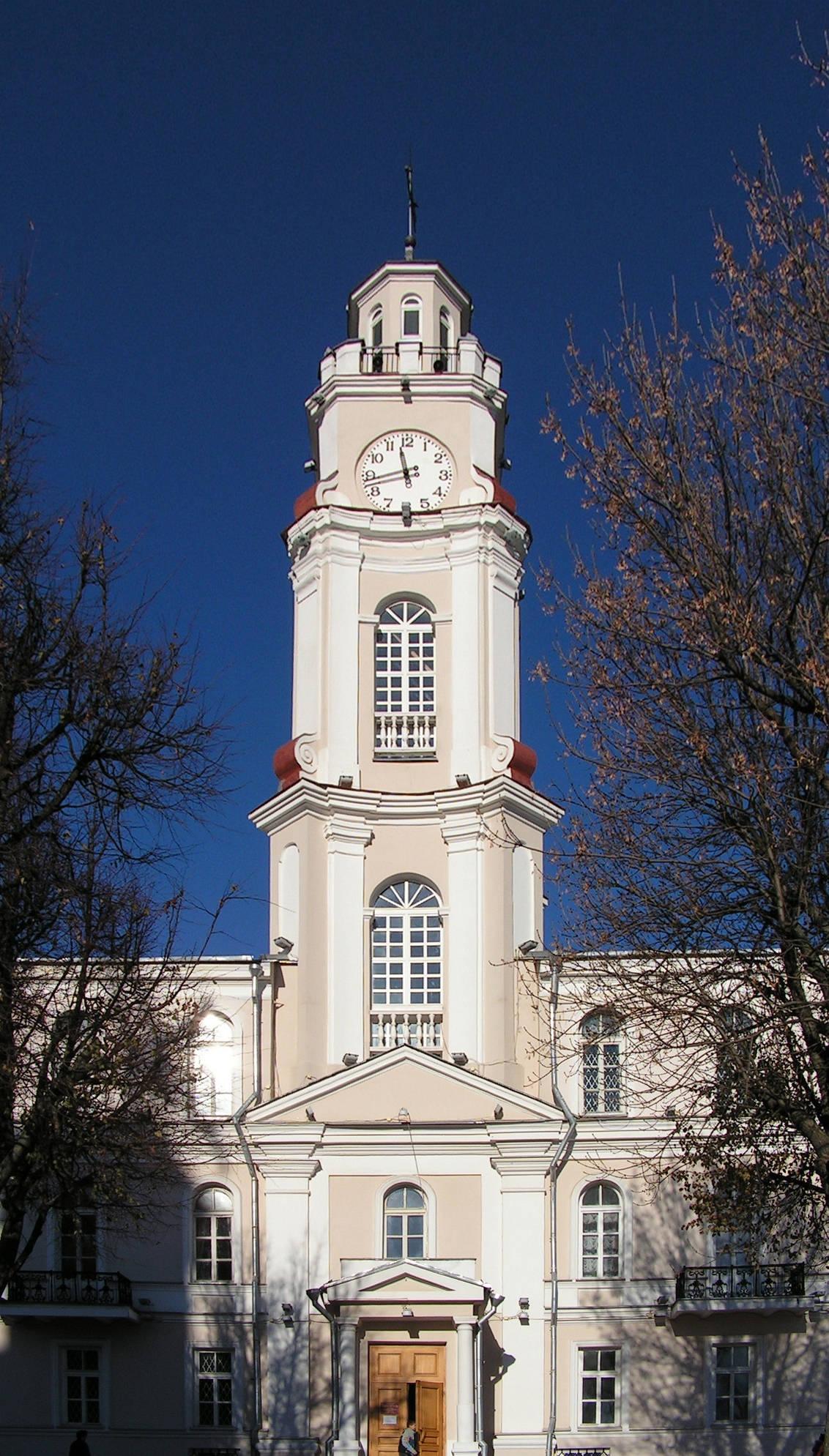
Voormalige stadhuis

Vitebsk is nog steeds een rivierhaven en industriestad. De belangrijkste industrietakken zijn machinebouw, productie van bouwmaterialen, voedingsmiddelen en lichte industrie. De stad probeert via een vrijhandelszone meer internationale investeringen te verkrijgen.
De stad vormt een belangrijk transportknooppunt voor (inter)nationaal treinverkeer en voor de landbouwregio waarbinnen het ligt.

## Bezienswaardigheden
Veel historische gebouwen zijn in de Tweede Wereldoorlog verloren gegaan. Tot de 18e-eeuwse gebouwen die behouden zijn gebleven behoren het voormalige gemeentehuis (1775), het gouverneurspaleis (1772), de Sint-Barbarakerk (1785) en de Sint-Michaelkerk. Oudere gebouwen zijn bij eerdere verwoestingen veelal verloren gegaan. De Kerk van de Aankondiging van de Heer uit de 12e eeuw (1120-1130) op het terrein van het vroegere Benedenkasteel werd in de oorlog eveneens verwoest, maar werd na de onafhankelijkheid van Wit-Rusland opnieuw opgebouwd (de Sovjets hadden de overblijfselen van de kerk na de oorlog laten platwalsen). In de stad wordt het werk van schilder Chagall zeer gewaardeerd. Zijn huis is nu een klein kunstmuseum.
Zie ook:
- Kathedraal van de Ontslapenis van de Moeder Gods
- Basiliuskathedraal
- Aankondigingskerk

## Sport
FK Vitebsk is de belangrijkste voetbalclub van de stad. FK Vitebsk won in 1998 de Wit-Russische voetbalbeker en speelt doorgaans in de Vysjejsjaja Liga.

## Geboren in Vitebsk
- Henriette Saloz-Joudra (1855-1928), Russisch-Zwitserse arts
- Alexander Pogodin (1872-1947), hoogleraar slavistiek aan de universiteiten van Warschau, Charkov en Belgrado
- Marc Chagall (1887–1985), schilder
- Aleksandr Vvedenski (1889–1946), Russisch geestelijke
- Ossip Zadkine (1890–1967), beeldend kunstenaar
- Bronislav Kaminski (1899-1944), bevelhebber van de SS Sturmbrigade RONA of de Kaminski Brigade tijdens de Tweede Wereldorlog
- Isser Harel (1912-2003), Israëlisch spion
- Zjores Alferov (1930-2019), fysicus en Nobelprijswinnaar (2000)
- Andrej Kovaljov (1961), schaakgrootmeester
- Evgeny Agrest (1966), Wit-Russisch-Zweeds schaker
- Ilya Smirin (1968), Wit-Russisch-Israëlisch schaker
- Zinaida Stahoerskaja (1971–2009), wielrenster
- Dmitri Markov (1975), Wit-Russisch-Australisch polsstokhoogspringer
- Ryta Toerava (1980), atleet
- Sergej Kornilenko (1983), voetballer
- Vitali Rodionov (1983), voetballer
- Branislaw Samojlaw (1985), wielrenner
- Vitalij Michajlov (1986), schaatser

## Zustersteden
Vitebsk is een zusterstad van de Duitse steden Frankfurt (Oder) en Nienburg.